# Grażyna Jaskierska
Grażyna Joanna Jaskierska-Albrzykowska (ur. 7 marca 1961 w Nowym Targu) – polska rzeźbiarka w tym autorka instalacji, prof. zwycz. Akademii Sztuk Pięknych im. Eugeniusza Gepperta we Wrocławiu.
Jest absolwentką PLSP im A. Kenara w Zakopanem oraz Akademii Sztuk Pięknych we Wrocławiu (1982–1987), gdzie pracuje od 1988. W latach 2005–2008 pełniła funkcję prodziekana wydziału Malarstwa i Rzeźby. Od 2009 do 2011 pełniła funkcję kierownika Katedry Rzeźby i Działań Przestrzennych. W 2012 otrzymała tytuł profesor sztuk plastycznych. W 2021 wyróżniona Brązowym Medalem „Zasłużony Kulturze Gloria Artis”.

## Twórczość

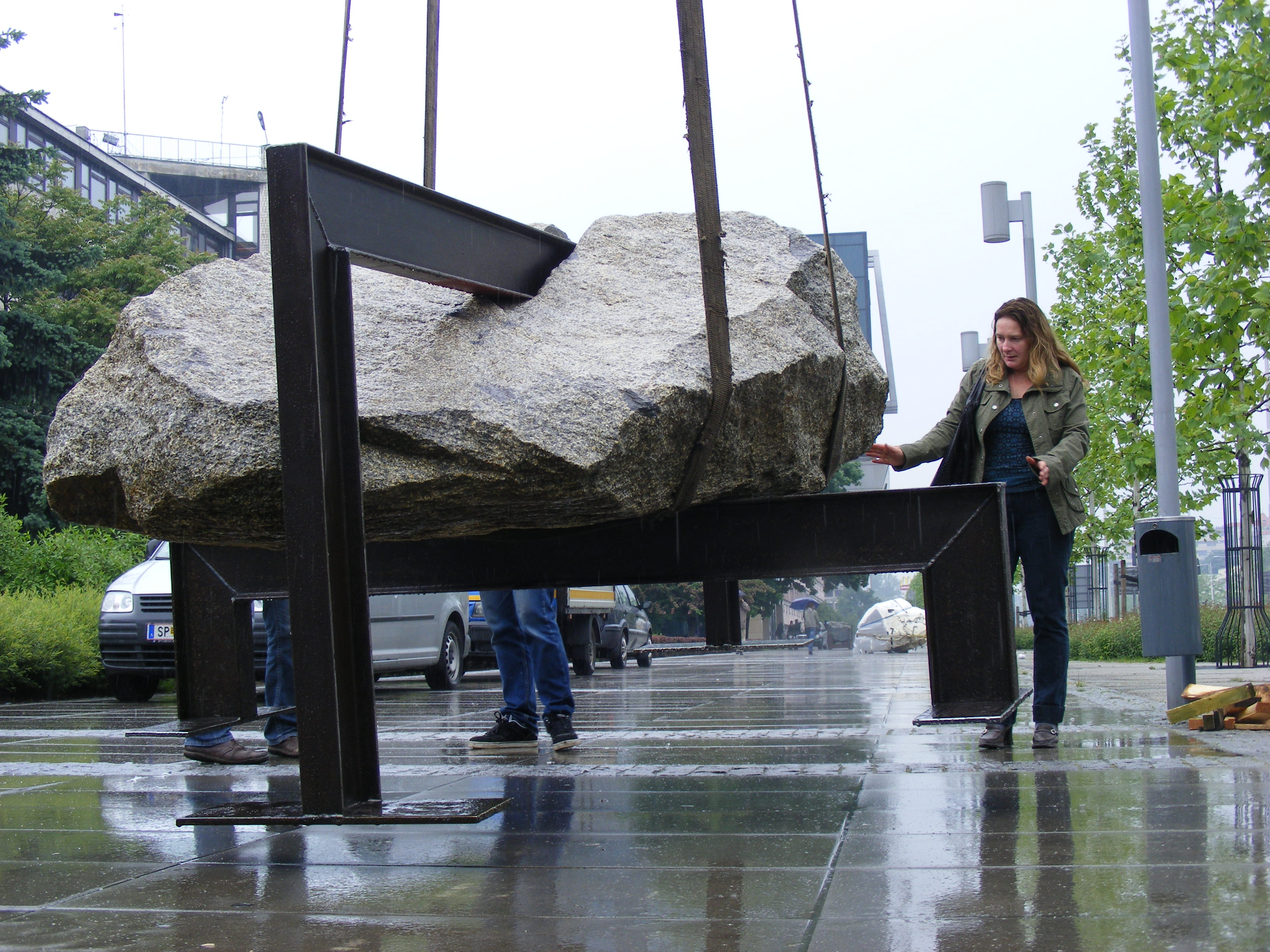
Pomiędzy – Grażyna Jaskierska

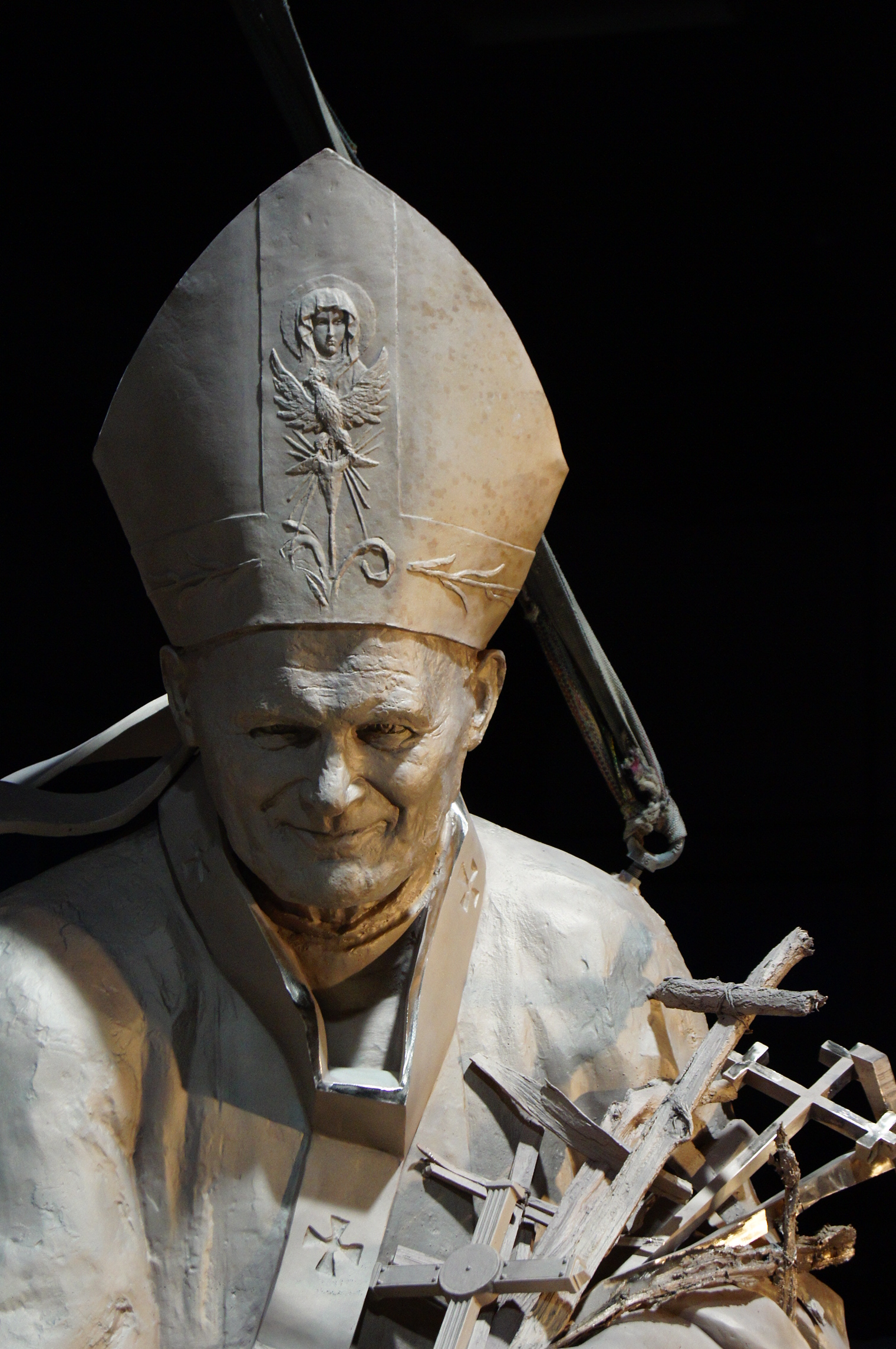
pomnik Jana Pawła II we Wrocławiu wykonany przez Grażynę Jaskierską i Macieja Albrzykowskiego

„Dla Grażyny Jaskierskiej-Albrzykowskiej rzeźby, obiekty, instalacje są jak przekłady z jednego języka na drugi. Jeśli ten pierwszy bywa jakimś echem archaiczności i starych tradycji, to ten drugi jest budulcem współczesności. Przy wykorzystaniu mniej lub bardziej czytelnych motywów przedstawieniowych z architektury Podhala – wyodrębnia motywy, lecz zaraz potem dokonuje ich fuzji z wyglądem dzieła. Główną ideą jej prac jest wydobywanie walorów estetycznych i sentymentalnych, zapisuje komentarze miejsc kierując się ku dialogowi z widzami. Cykle jej prac to: „miejsca w innym miejscu”, zostały skonstruowane ze złożonej struktury, wewnętrznych relacji kulturowych, prezentowania kontekstu zależności, przypominania historii i rezultatów aktualizowanego przemijania w teraźniejszości, gdyż miejsca, są aktywną przestrzenią informacyjną. W swoich pracach dąży do integracji formy i treści Stara się by zamysł artystyczny był czytelny. Jej twórczość cechuje refleksja i synteza formy.”

Andrzej Kostołowski

### Obiekty
Wybrane prace z cyklu

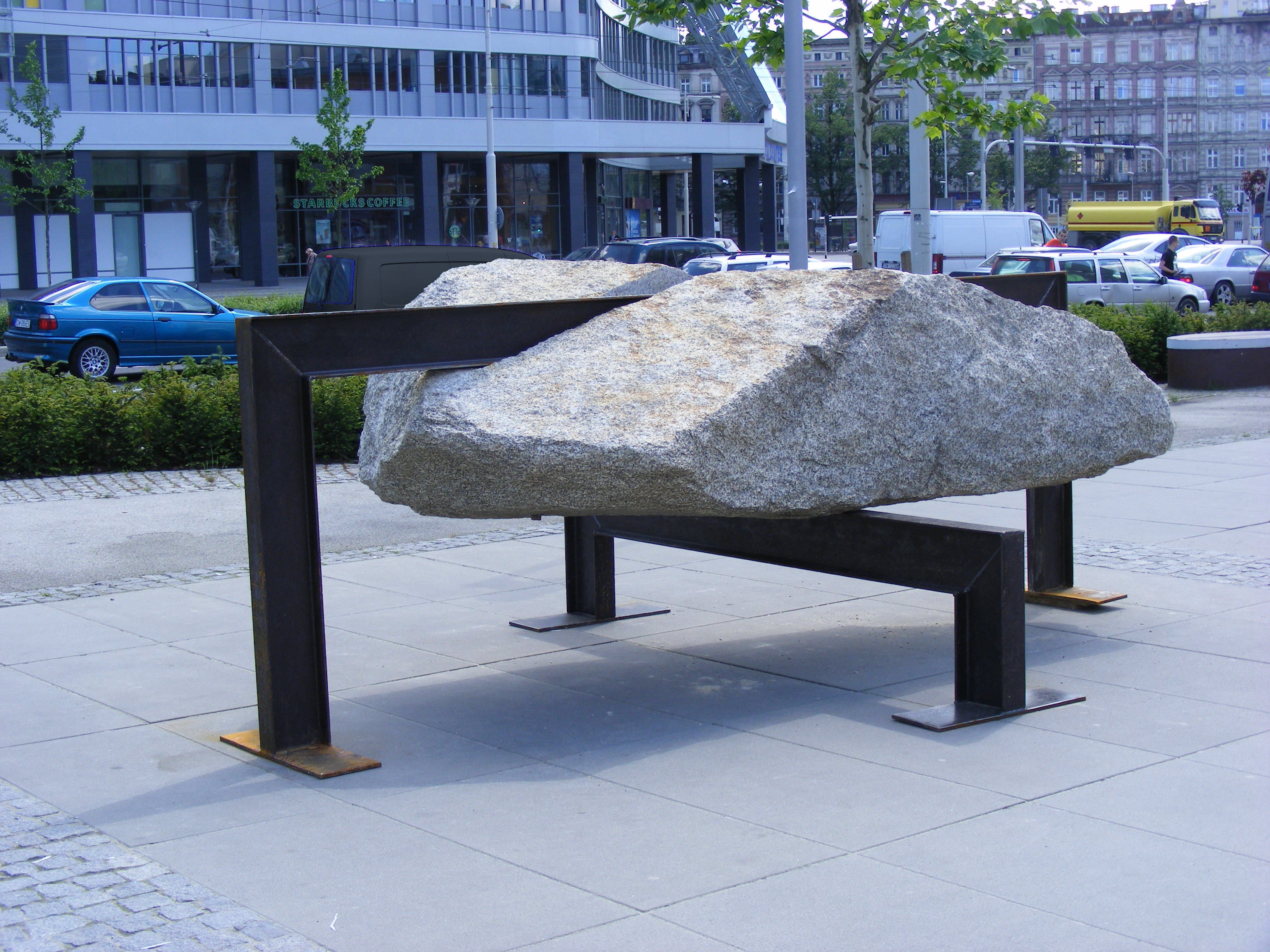
Pomiędzy Grażyna Jaskierska
I w proch się obrócisz Grażyna Jaskierska
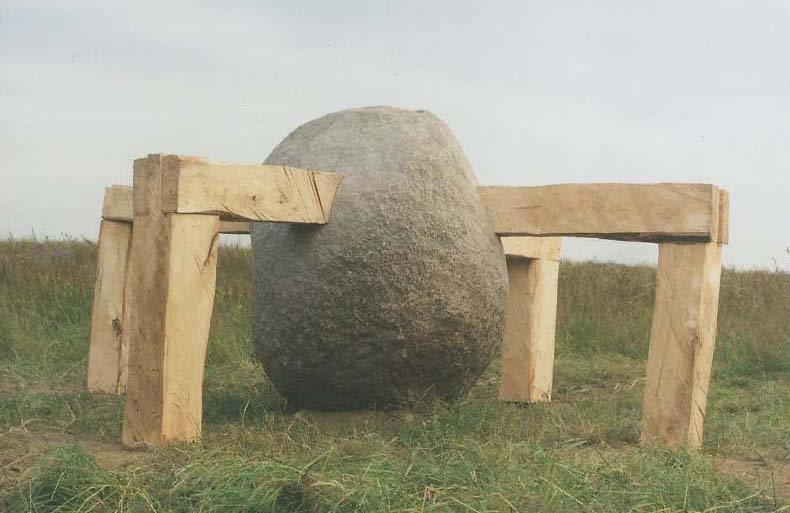
Spotkanie Grażyna Jaskierska
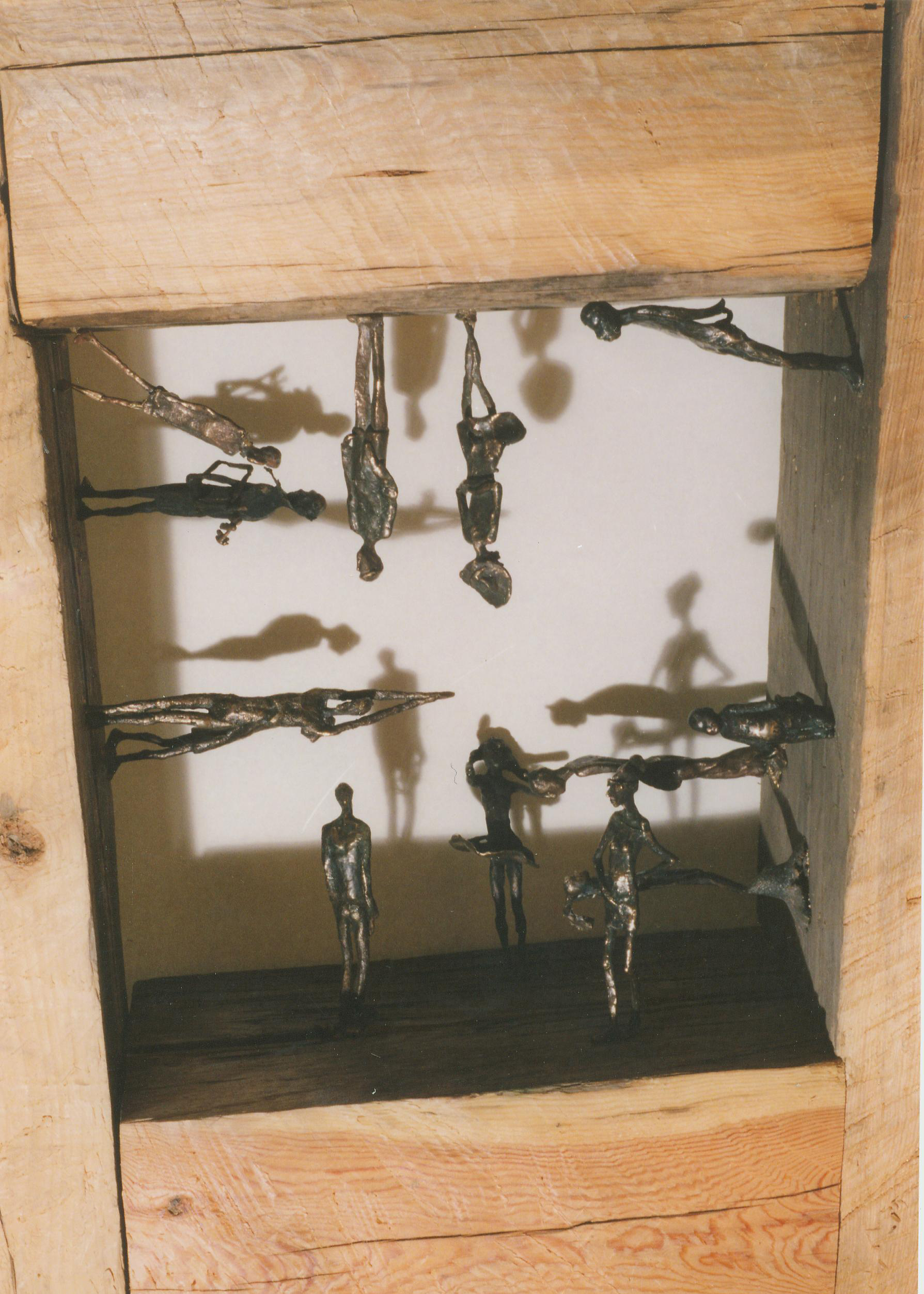
Karuzela Grażyna Jaskierska

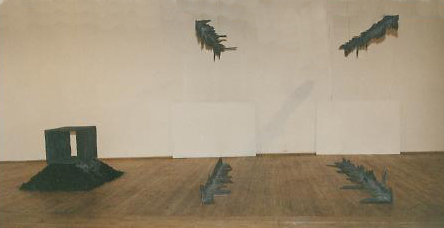
Ślady Grażyna Jaskierska
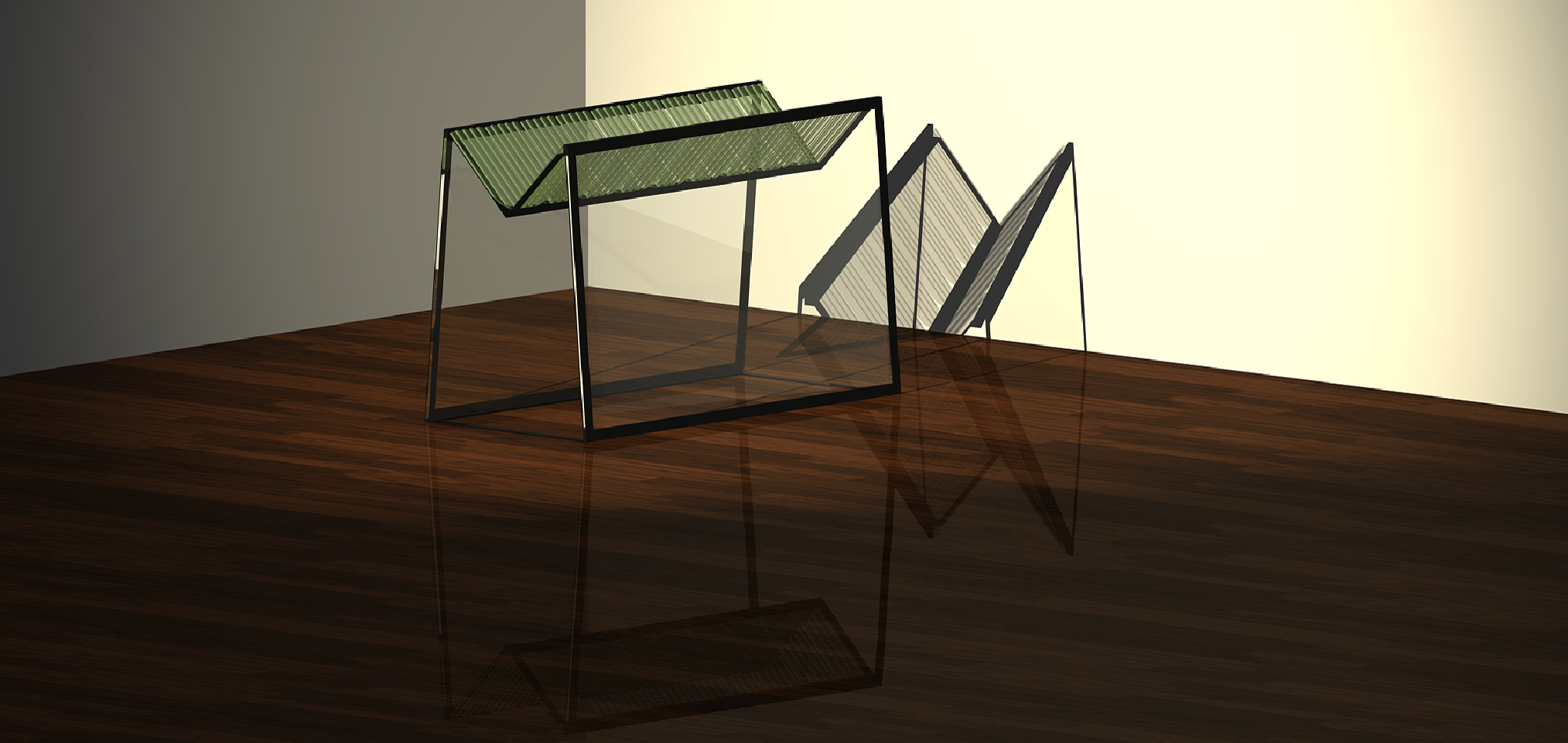
Rzeki wspominanie Grażyna Jaskierska
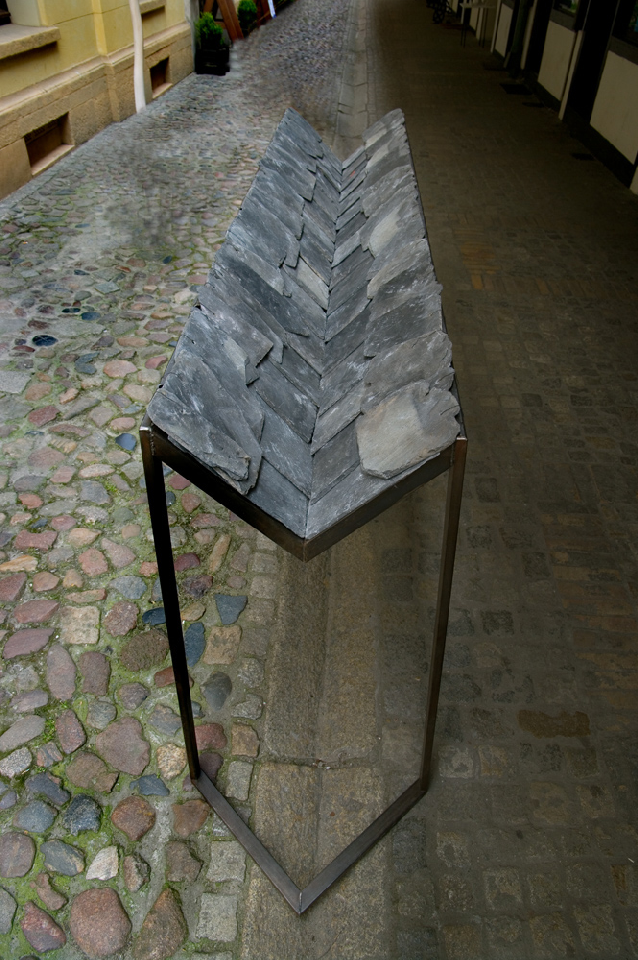
Rynsztok Grażyna Jaskierska

### Złącza
Wybrane prace z cyklu

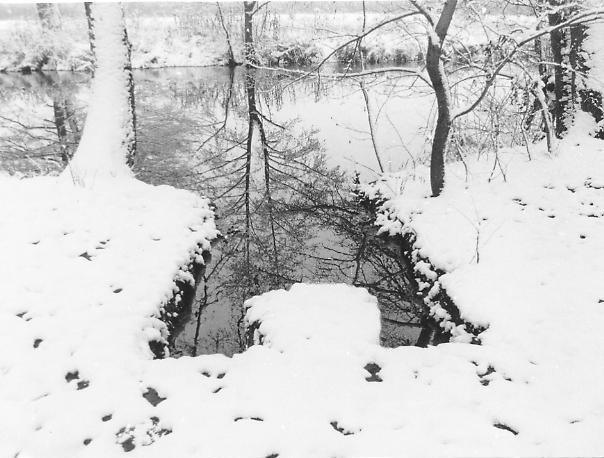
Złącze Grażyna Jaskierska
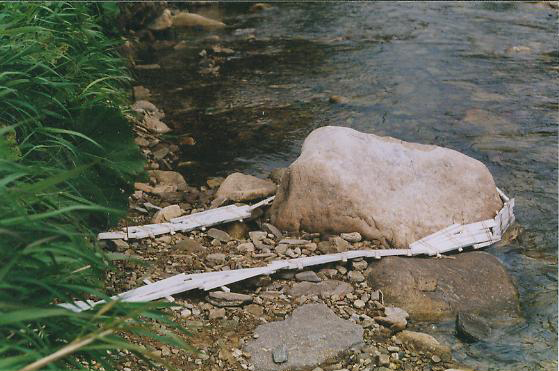
Zatrzymanie Grażyna Jaskierska
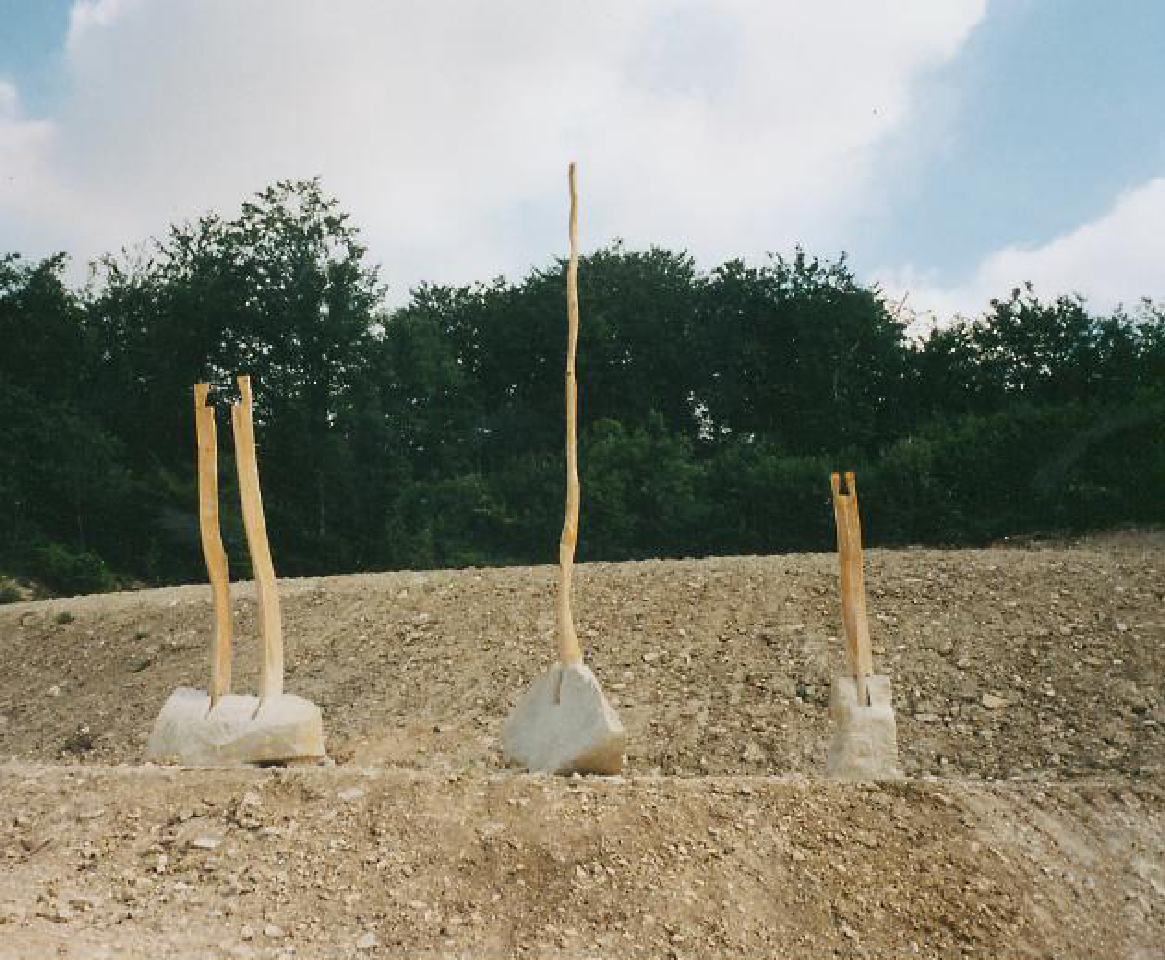
Wiatr w lesie Grażyna Jaskierska

### Instalacje

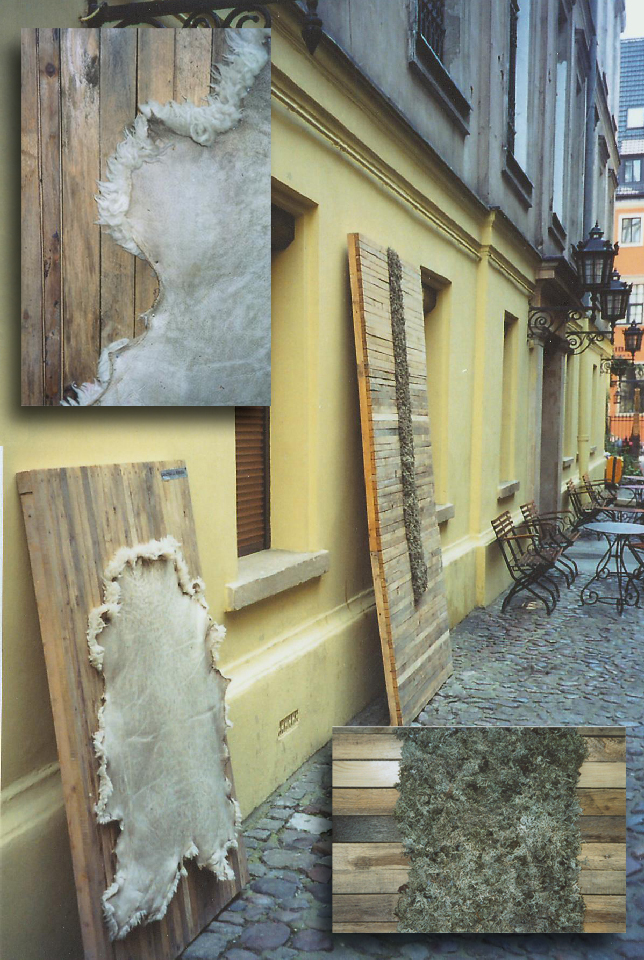
Jatki Grażyna Jaskierska

Wybrane prace z cyklu

Źródła czystej wody II Grażyna Jaskierska
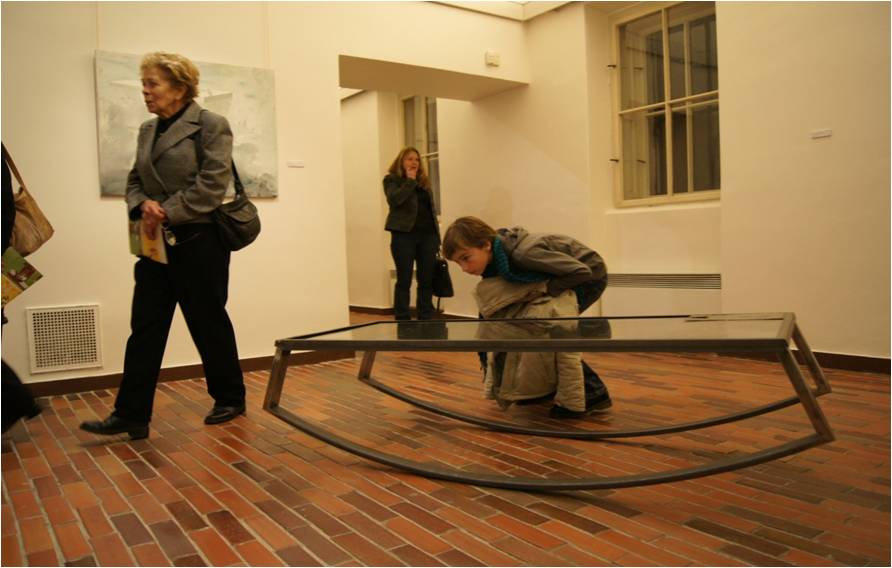
Co tu jest, czego tu nie ma Grażyna Jaskierska
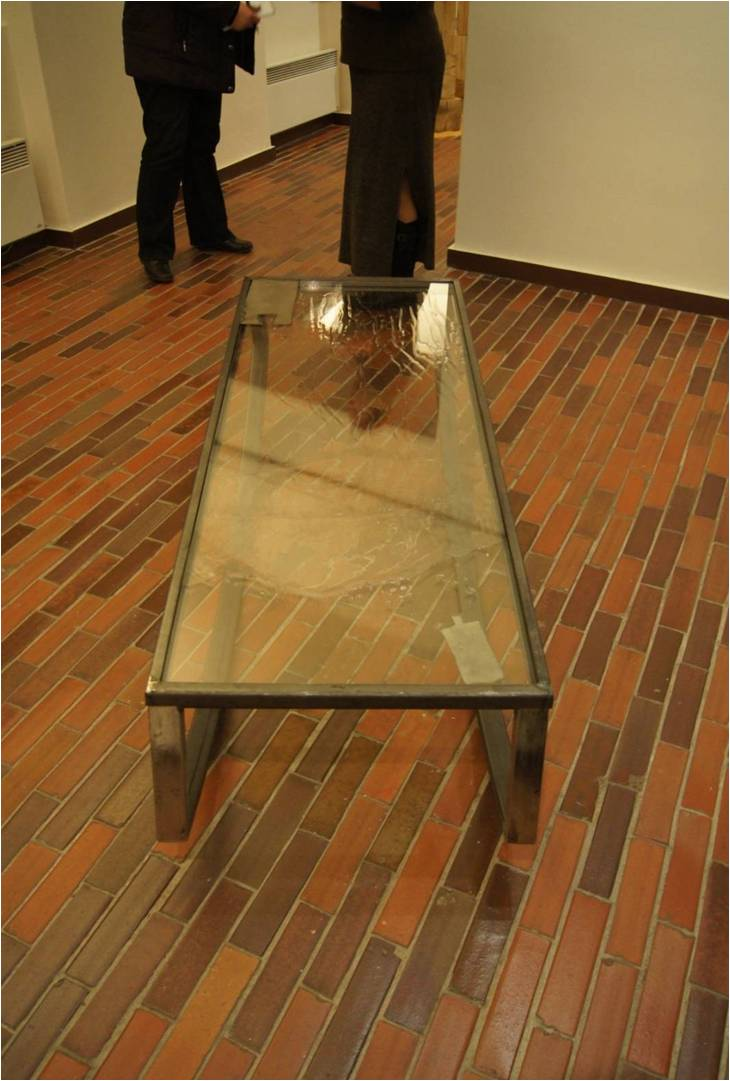
Co tu jest, czego tu nie ma Grażyna Jaskierska

- Jatki
Grażyna Jaskierska

### Mszenie
Wybrane prace z cyklu

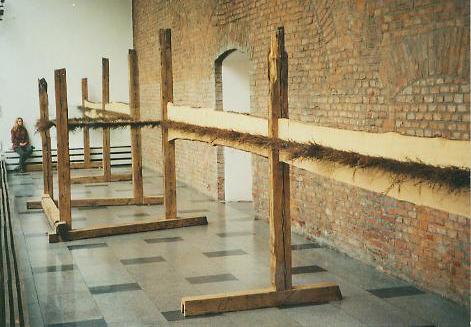
Mszenie Grażyna Jaskierska
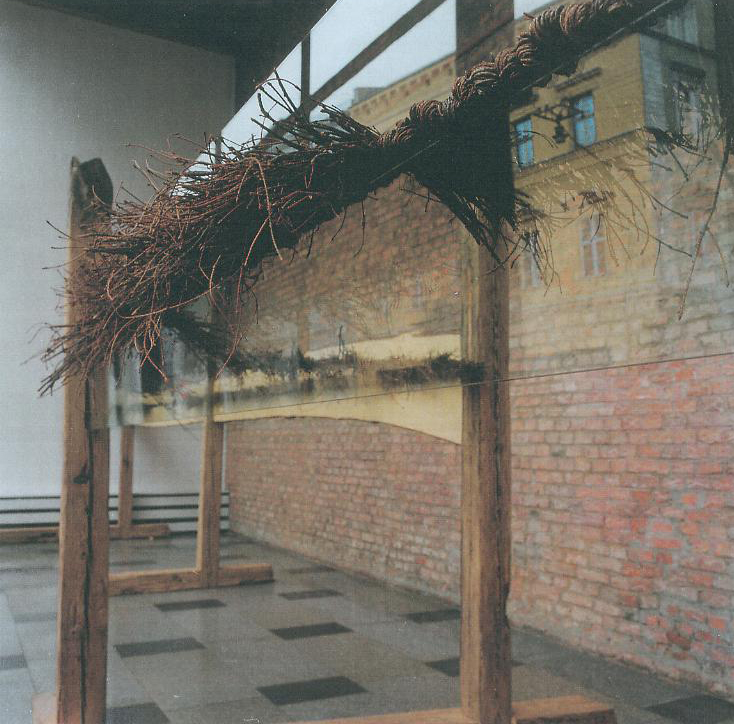
Mszenie Grażyna Jaskierska
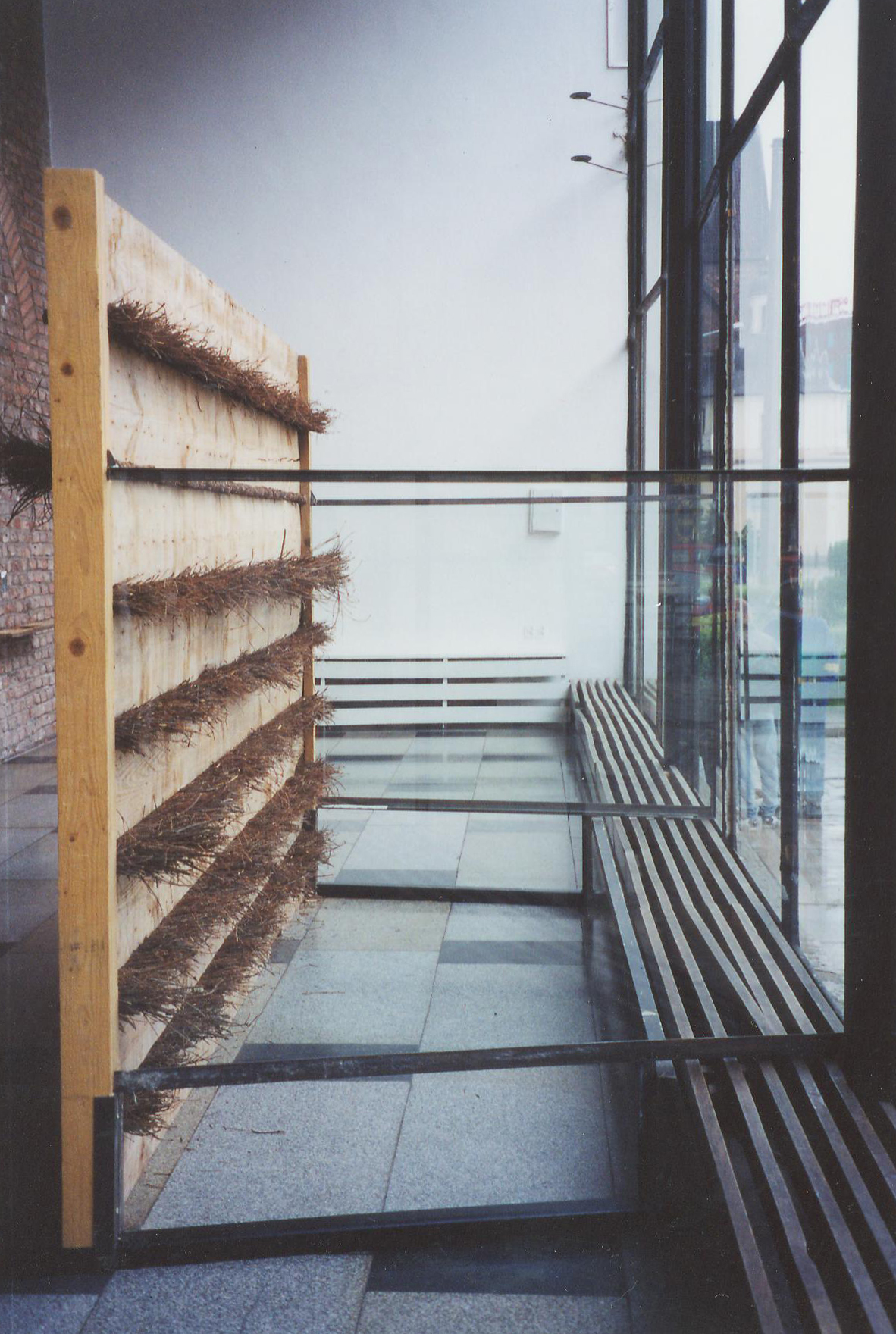
Mszenie – ściana Grażyna Jaskierska
Mszenie witryna (Muzeum Narodowe we Wrocławiu) Grażyna Jaskierska

Mszenie witryna (Muzeum Narodowe we Wrocławiu) Grażyna Jaskierska
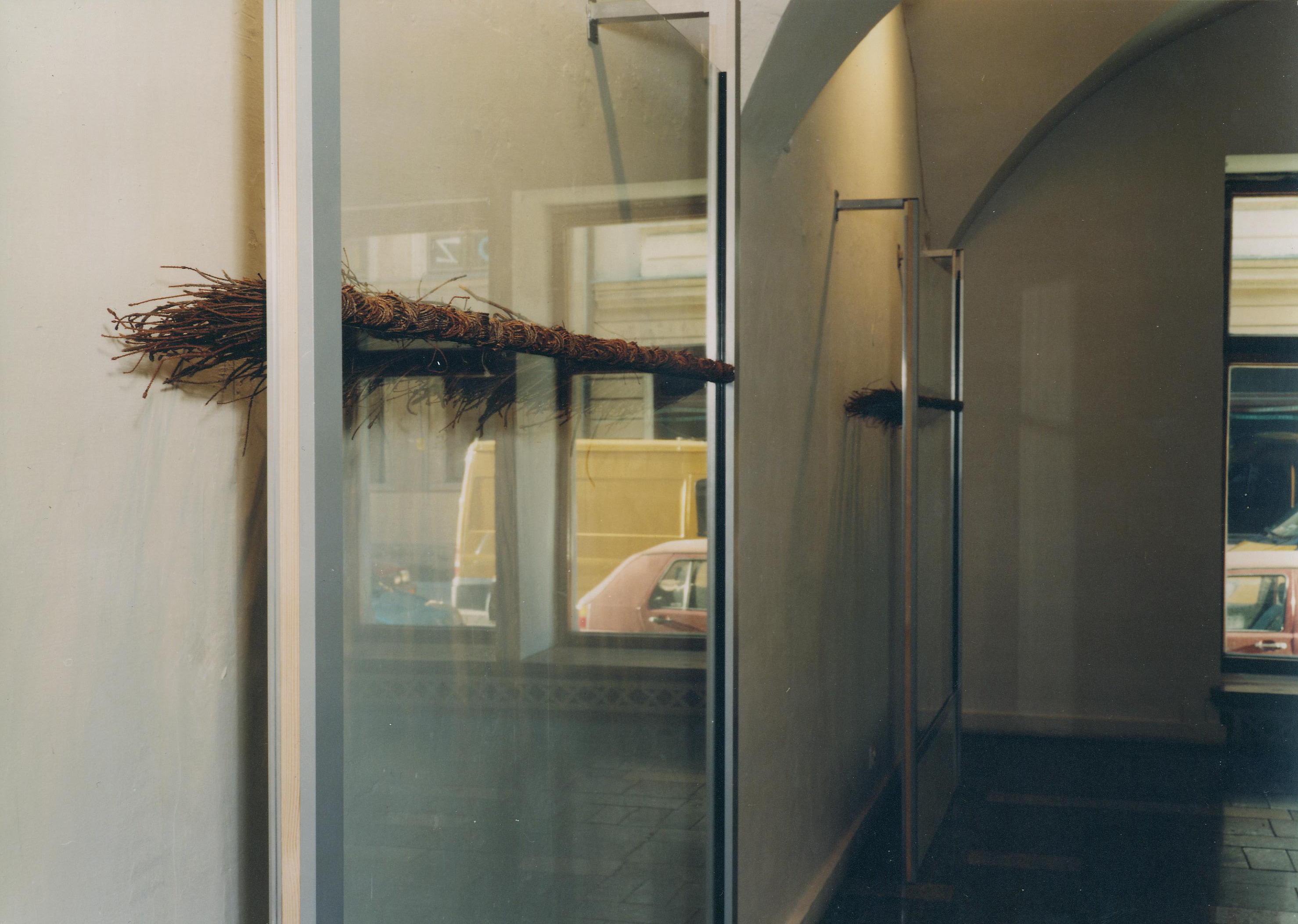
Mszenie – witryna Grażyna Jaskierska
Witryna Grażyna Jaskierska
Witryna Grażyna Jaskierska

### Portfolio
Wybrane prace z cyklu

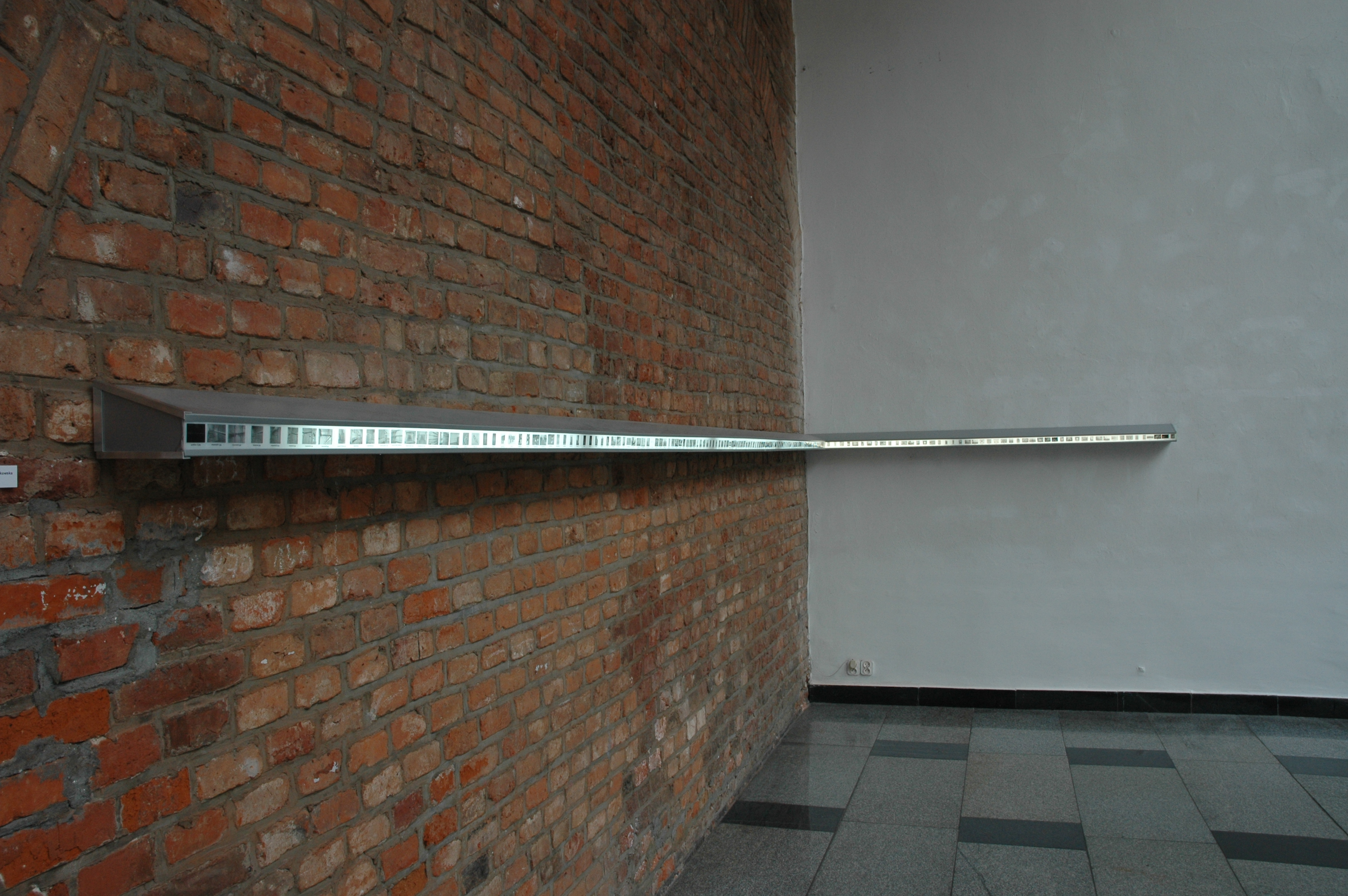
Port folio Grażyna Jaskierska
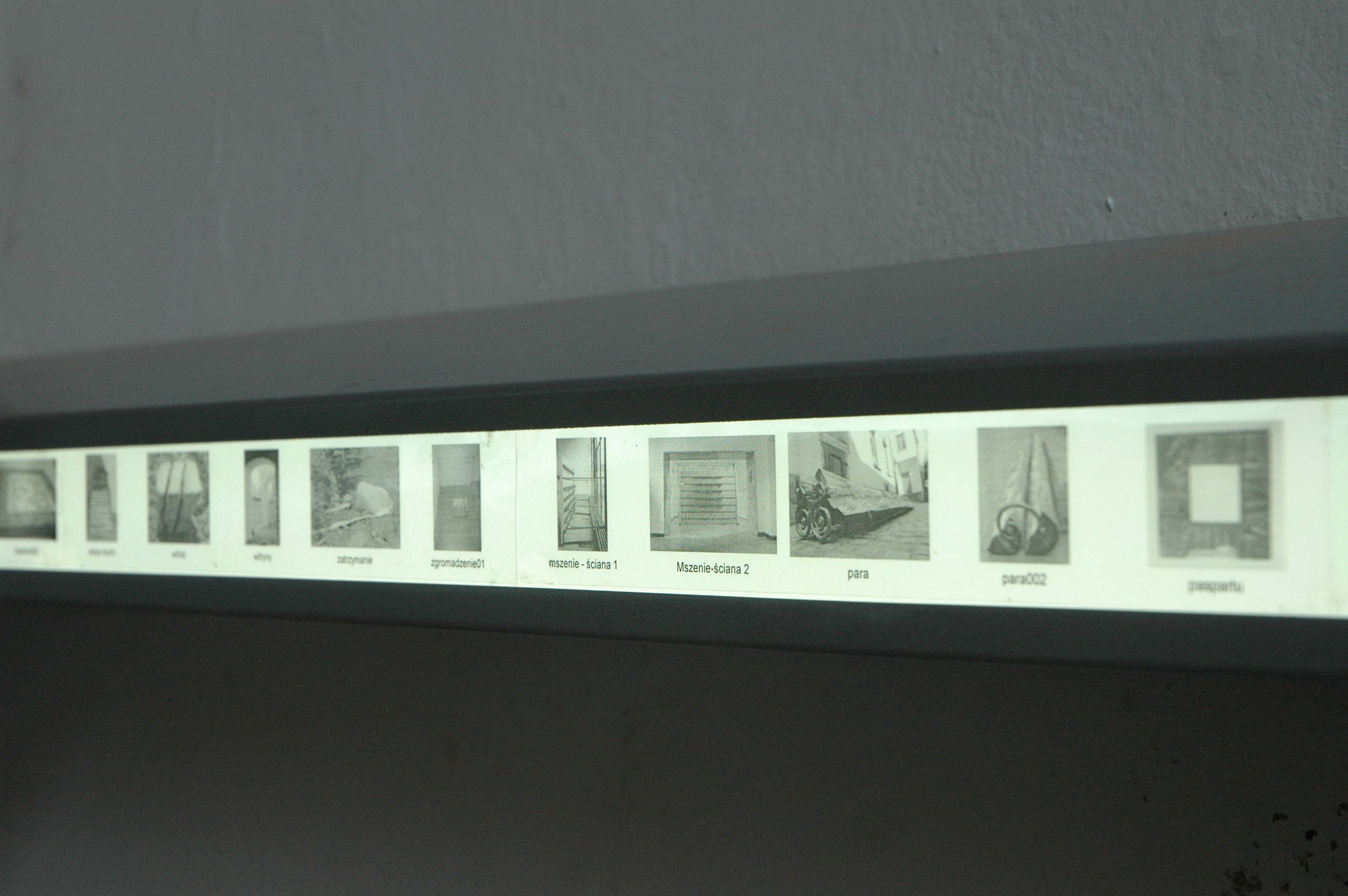
Port folio Grażyna Jaskierska
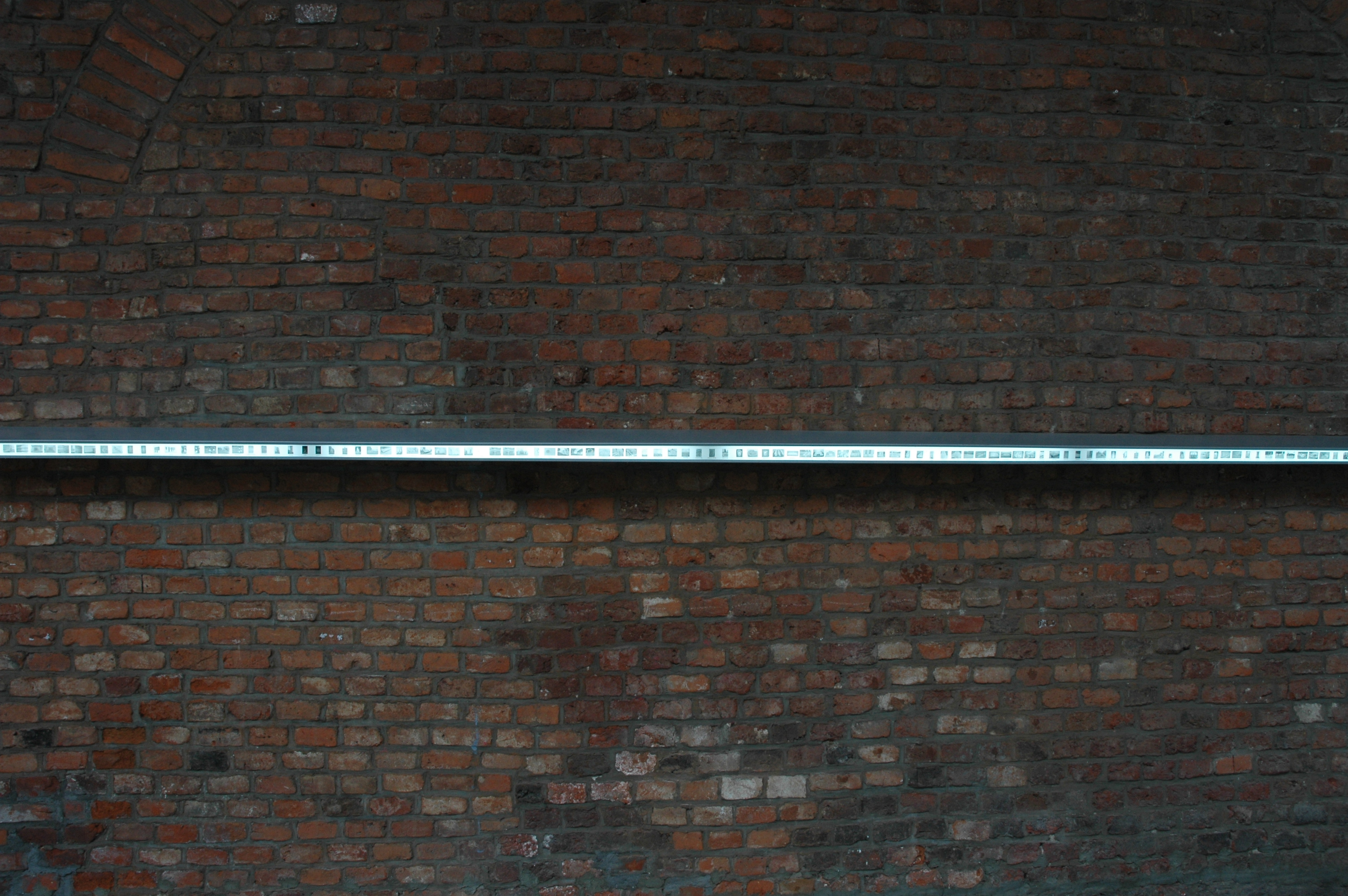
Port folio Grażyna Jaskierska
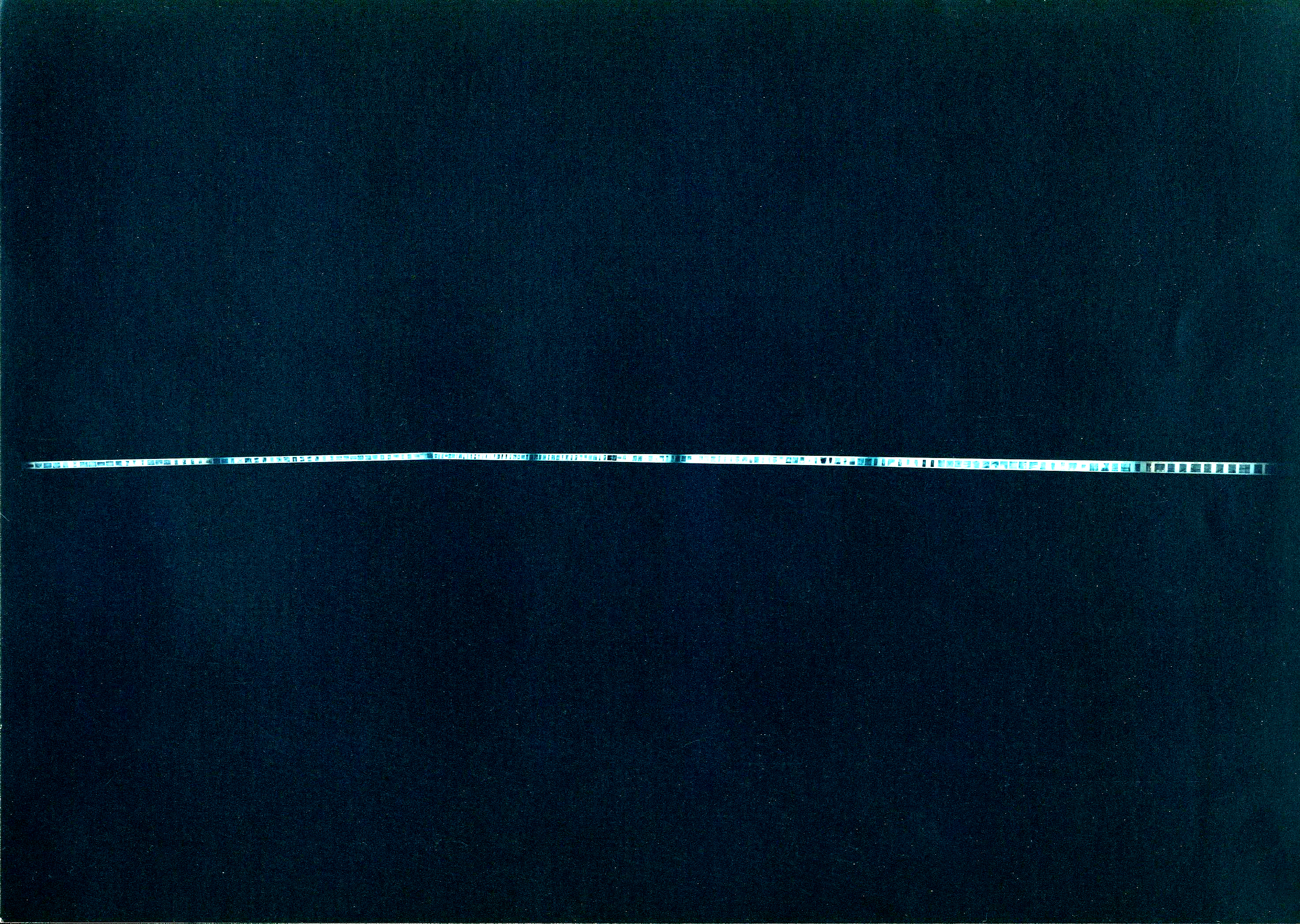
Port folio Grażyna Jaskierska

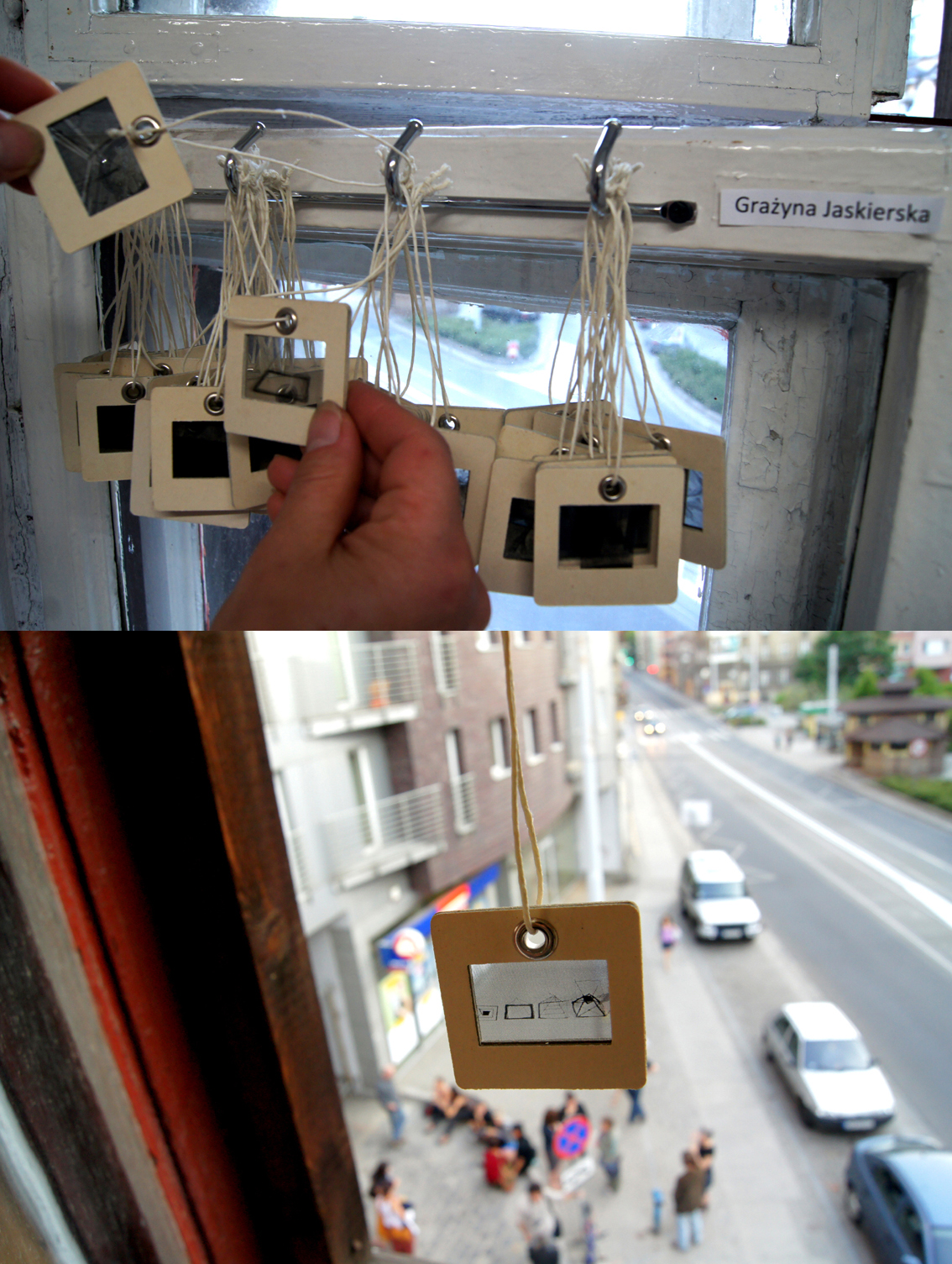
Rewitalizacja Grażyna Jaskierska
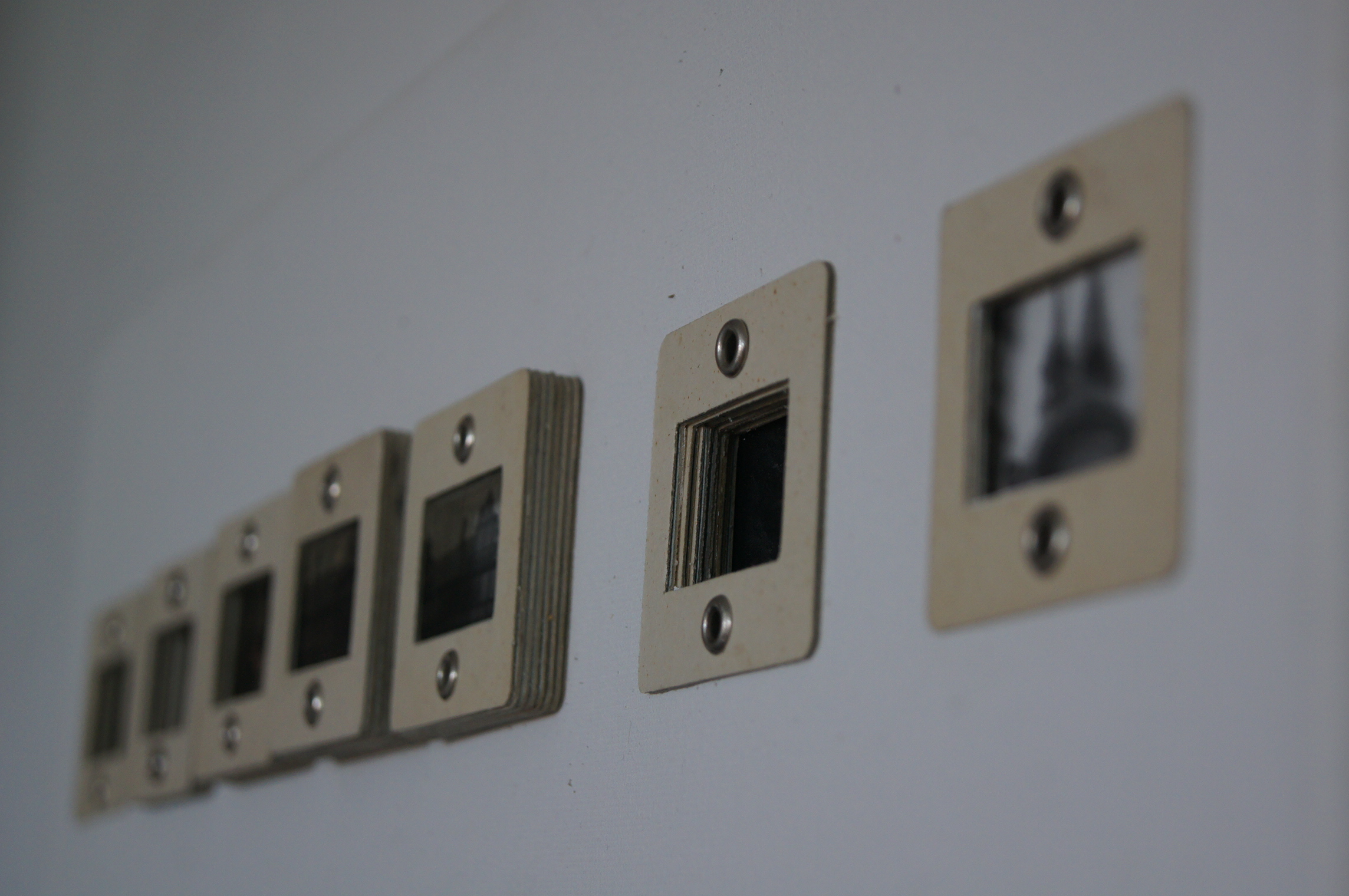
Kliczków Grażyna Jaskierska
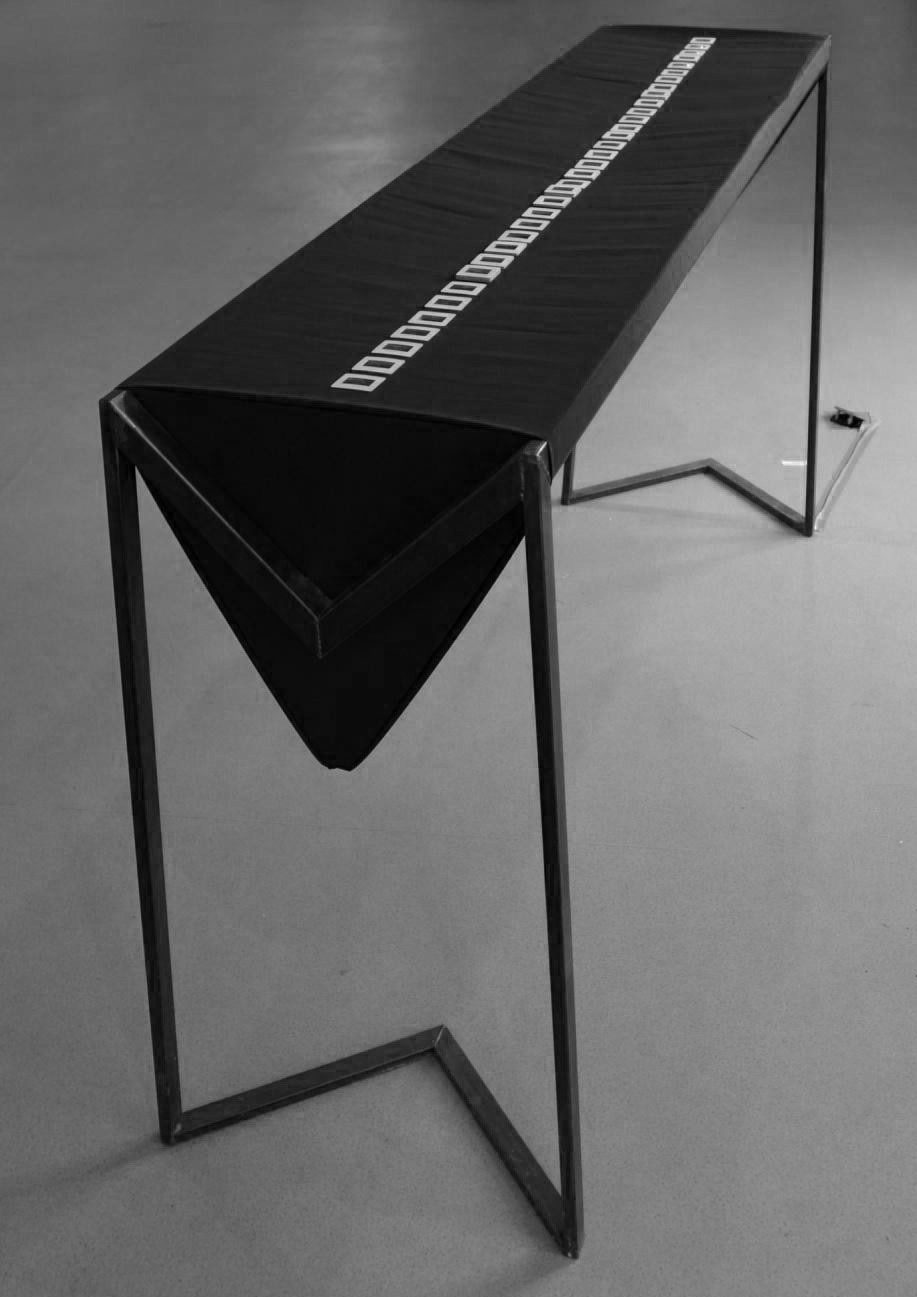
Z archiwum Grażyna Jaskierska
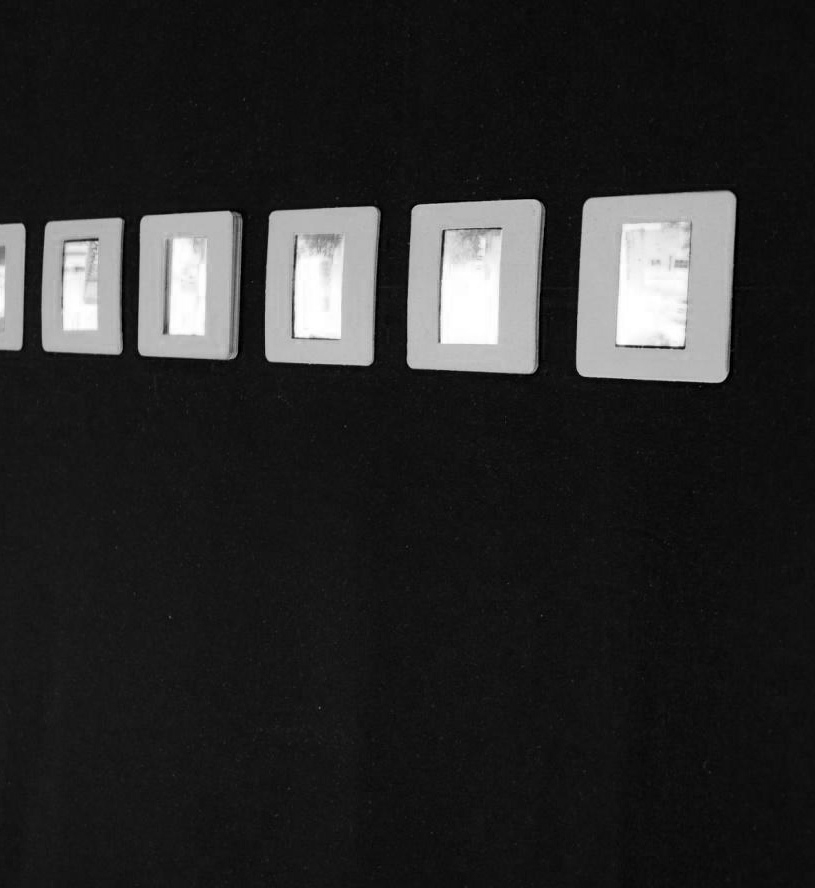
Z archiwum Grażyna Jaskierska

## Wystawy

### Indywidualne
| Rok       | Tytuł                                                     | Miejsce                          |
| --------- | --------------------------------------------------------- | -------------------------------- |
| 1988      | Wystawa Dyplomowa                                         | PWSSP, Wrocław                   |
| 1990      | „W pracowni”                                              | Mieszkanie Worcella, Wrocław     |
| 1993      | Wystawa inauguracyjna „Galerii G/G”                       | Stare Jatki, Wrocław             |
| 1994      | „Tęcza”                                                   | W ogrodzie, Nowy Targ            |
| 1995      | Prezentacja w Studio TV Polonia                           | Telewizja Polska, Wrocław        |
| 1995      | „Zgromadzenie”                                            | Galeria Zamknięta PWSSP, Wrocław |
| 1996      | „Złącza”                                                  | Galeria Grodzka, Lublin          |
| 1997      | Retrospektywna wystawa rzeźby                             | ASP, Gdańsk                      |
| 1999      | „Dotyk”                                                   | BWA Awangarda, Wrocław           |
| 1999      | „Prezentacja rzeźby plenerowej”                           | BWA Awangarda, Wrocław           |
| 2001      | „Intarsje”                                                | Galeria Miejska, Wrocław         |
| 2002      | Inauguracja Galerii „akademia”                            | ASP, Wrocław                     |
| 2003      | Wystawa rzeźby                                            | ASP, Gdańsk                      |
| 2004      | „Ślady”                                                   | Galeria Miejska, Wrocław         |
| 2006      | „Mszenie”                                                 | Galeria Postument ASP, Wrocław   |
| 2006      | „Mszenie – Ściana”, poświęcona ofiarom zamachu w Madrycie | Plac św. Elżbiety, Wrocław       |
| 2007      | „Retrospektywna wystawa rzeźby”                           | Muzeum Ziemi Rawickiej, Rawicz   |
| 2009–2011 | „ Działania w przestrzeni”                                | PZD Ołtaszyn, Wrocław            |

### Zbiorowe
| Rok  | Tytuł                                                                   | Miejsce                                                        |
| ---- | ----------------------------------------------------------------------- | -------------------------------------------------------------- |
| 1986 | „Wrocław – Halle”                                                       | BWA Awangarda, Wrocław                                         |
| 1986 | „Halle – Wrocław”                                                       | Halle, NRD                                                     |
| 1988 | Okręgowa Wystawa Plastyki ZPAP                                          | Galeria „Na Ostrowie”, Wrocław                                 |
| 1988 | Okręgowa Wystawa Plastyki ZPAP                                          | Galeria na Żytniej, Warszawa                                   |
| 1989 | Wystawa „4xRzeźba”                                                      | Galeria „Na Ostrowie”, Wrocław                                 |
| 1990 | „PWSSP- 1946–90, Wrocław”                                               | CBWA, Warszawa                                                 |
| 1991 | Rzeźbiarze – pedagodzy PWSSP                                            | BWA Awangarda, Wrocław                                         |
| 1991 | Wystawa poplenerowa                                                     | Żabnica k. Żywca                                               |
| 1991 | Design                                                                  | Galeria „En Soie”, Zurich, Szwajcaria                          |
| 1992 | „Kontynuacje”                                                           | BWA Awangarda, Wrocław                                         |
| 1992 | Wystawa poplenerowa                                                     | Chociemyśl k. Głogowa                                          |
| 1993 | „No problemo”                                                           | W Pasażu, Wrocław                                              |
| 1993 | „Tuzin Dozen”                                                           | BWA, Częstochowa                                               |
| 1993 | Wystawa poplenerowa „Grenzgänger”                                       | Haidmühle, Niemcy                                              |
| 1994 | XI Biennale Dantego                                                     | Rawenna, Włochy                                                |
| 1994 | II Międzynarodowe Triennale Sztuki Sakralnej „Sacrum”                   | BWA, Częstochowa                                               |
| 1994 | Wystawa rzeźby MDK                                                      | Kotla, k. Głogowa                                              |
| 1995 | „Tradycja i Teraźniejszość”                                             | Brunszwik, Niemcy                                              |
| 1995 | „Nasza Obecność”                                                        | Monachium, Niemcy                                              |
| 1995 | Wystawa poplenerowa                                                     | Katzow, Niemcy                                                 |
| 1995 | Wystawa kopii Pergamonu                                                 | Muzeum Architektury, Wrocław                                   |
| 1995 | „Forty Sztuki”                                                          | Forty Krakowskie, Kraków                                       |
| 1996 | „Spirala I”                                                             | Galeria Blum Kwiatkowski, Świeradów Zdrój                      |
| 1996 | 50 – Lecie PWSSP, Wrocław                                               | Arsenał, Wrocław                                               |
| 1996 | XII Biennale Dantego                                                    | Rawenna, Włochy                                                |
| 1996 | Wystawa poplenerowa „Der Kunstring” „Pierścień sztuki”                  | Muritz – Nationalpark, Niemcy Wigierski Park Narodowy, Suwałki |
| 1997 | „Źródła Wolności”                                                       | BWA, Wrocław                                                   |
| 1997 | Wystawa ”Grenzgänger”                                                   | Praga, Czechy                                                  |
| 1997 | „Le Vent Des Forêts”                                                    | Lahaymeix, Francja                                             |
| 1997 | Wystawa poplenerowa                                                     | Bolesławowo                                                    |
| 1997 | Wystawa poplenerowa – „Napotkane w Drodze”                              | CRP, Orońsko                                                   |
| 1998 | „Po Pięćdziesiątce” ZPAP Okręg Wrocławski                               | BWA Awangarda, Wrocław                                         |
| 1998 | „Le Vent Des Forêts”                                                    | Meuse, Francja                                                 |
| 1998 | Wystawa poplenerowa „W drodze”                                          | CRP, Orońsko                                                   |
| 1998 | Poplenerowa wystawa z CRP                                               | ASP, Wrocław                                                   |
| 1999 | Katedry Rzeźby ASP Wrocław                                              | Galeria Miejska, Wrocław                                       |
| 1999 | „Tangenten” Sachsischer Landtag Burgerfoyer                             | Drezno, Niemcy                                                 |
| 2000 | „Abstrakcja w Naturze”                                                  | MBWA, Zakopane                                                 |
| 2000 | Targi Sztuki Galeria ”YAM”                                              | Sukiennice, Kraków                                             |
| 2000 | IX Międzynarodowe Sympozjum Rzeźbiarskie „Tuzin-Dozen”                  | Galeria Zamkowa, Wojnowice                                     |
| 2001 | „Doświadczenia”                                                         | BWA Awangarda, Wrocław                                         |
| 2001 | „Tarcze Strzelnicze”                                                    | ASP, Wrocław                                                   |
| 2001 | Dni kultury Polsko-Niemieckiej                                          | Empore, Buchholz, Niemcy                                       |
| 2002 | „Życie i śmierć sztuki w sercu człowieka”                               | Galeria Domek Romański, Wrocław                                |
| 2002 | „Rzeź(ba) na Jatkach                                                    | Stare Jatki, Wrocław                                           |
| 2002 | „ART.-EX”                                                               | Králiky, Słowacja                                              |
| 2002 | 125-lecie PLSP                                                          | Szkoła Kenara MBWA, Zakopane                                   |
| 2002 | Dni kultury Polsko-Niemieckiej                                          | Empore, Buchholz, Niemcy                                       |
| 2003 | „Czyń sztukę nie wojnę, czyń miłość nie wojnę”                          | Galeria Forum+CK, Zamek, Leśnica                               |
| 2003 | „Spotkania”                                                             | Galeria Refektarz, Kartuzy                                     |
| 2003 | „Ogród Polski”                                                          | Ostrów Tumski, Wrocław                                         |
| 2003 | “Color and Form”                                                        | Galeria Forum+CK, Chicago, USA                                 |
| 2003 | Dni kultury Polsko-Niemieckiej                                          | Empore, Buchholz, Niemcy                                       |
| 2003 | „Czyń sztukę nie wojnę, czyń miłość nie wojnę” II edycja                | Galeria na Solnym, Wrocław                                     |
| 2003 | „Sztuka na Gwiazdkę”                                                    | Galeria na Solnym, Wrocław                                     |
| 2004 | „Survival 2”                                                            | Uniwersytet Wrocławski, Wrocław                                |
| 2004 | „Spotkania”                                                             | MBWA, Chorzów                                                  |
| 2005 | „Survival 3”                                                            | Browar Mieszczański, Wrocław                                   |
| 2005 | „Przekraczanie niemożliwego” – Slot Art Festiwal                        | Klasztor Cysterski, Lubiąż                                     |
| 2005 | „Ciąg dalszy – Rzeźba 2005”                                             | ZPAP BWA Awangarda, Wrocław                                    |
| 2006 | „Brama Trzeciego Tysiąclecia” – Wystawa pokonkursowa                    | Muzeum Architektury, Wrocław                                   |
| 2006 | „Pomnik Jana Pawła II” – Wystawa pokonkursowa                           | Ratusz Miejski, Dzierżoniów                                    |
| 2006 | „Wieżowce Wrocławia” – jubileuszowa wystawa 60 – lecie ASP we Wrocławiu | Muzeum Narodowe, Wrocław                                       |
| 2006 | „Ciąg dalszy – Inne Media 2006”                                         | ZPAP BWA Awangarda, Wrocław                                    |
| 2006 | „Między hobby a zawodem”                                                | Galeria Miejska, Wrocław                                       |
| 2007 | Odsłonięcie pomnika Bolesława Chrobrego                                 | Plac Podwale, Wrocław                                          |
| 2008 | „ Dwa wymiary rzeźby” – wystawa pedagogów ASP Gdańsk, ASP Wrocław       | Galeria Miejska Wrocław                                        |
| 2008 | „ Malarstwo, Grafika, Rzeźba”                                           | Pałac Sztuki, Kraków                                           |
| 2008 | Odsłonięcie pomnika – „Jana Pawła II”                                   | Plac Świdnicki, Dzierżoniów                                    |
| 2009 | „ Ciąg dalszy – Design-Antydesign 2009”                                 | Muzeum Architektury, Wrocław                                   |
| 2009 | „x2” Wrocław – Poznań                                                   | MBWA, Leszno                                                   |
| 2010 | „Struktura rzeczy, struktura emocji, struktura                          | MBWA, Bydgoszcz                                                |
| 2010 | Podwodny Wrocław „Fala”                                                 | Browar Mieszczański, Wrocław                                   |
| 2010 | „Rzeźba dla zaułków”, Jatkowisko                                        | Stare Jatki, Wrocław,                                          |
| 2010 | Wystawa poplenerowa „Ryba”                                              | Pakosław / Osiek 2010                                          |
| 2010 | „Spazii immaginari”                                                     | Cordenone, Włochy                                              |
| 2010 | „Kamienie miasta”                                                       | Promenada pl. Grunwaldzki, Wrocławiu                           |
| 2010 | Odsłonięcie płaskorzeźby „św. Jerzego”                                  | Kościół pw. św. Jerzego, Dzierżoniów                           |
| 2011 | MFM, Mały Festiwal Makarewicza                                          | Centrum Prasowe we Wrocławiu                                   |
| 2011 | „Po setce” jubileuszowa wystawa ZPAP                                    | BWA Awangarda, Wrocław                                         |
| 2011 | Podwodny Wrocław „Rewitalizacja umysłu/ów/”                             | Galeria „U”, Wrocław                                           |
| 2011 | „Teraz sztuka-Art. Now!” ZPAP 1911–2011                                 | Budynek Parlamentu Europejskiego, Bruksela                     |
| 2011 | „W poszukiwaniu błękitu”                                                | Zamek Kliczków                                                 |
| 2011 | „Silesium” Muzeum                                                       | ASP, Wrocław                                                   |
| 2011 | „Co tu jest, czego tu nie ma”                                           | Muzeum Narodowe, Liberec, Czechy                               |
| 2012 | „W poszukiwaniu błękitu”                                                | Arsenał, Wrocław                                               |